# Úrvalsdeild Karla 1937
La Úrvalsdeild Karla 1937 fue la 26.ª edición del campeonato de fútbol islandés. El campeón fue el Valur Reykjavik, que ganó su quinto título.

## Tabla de posiciones
|   | Equipo          | PJ | PG | PE | PP | GF | GC | DG | Pts |
| - | --------------- | -- | -- | -- | -- | -- | -- | -- | --- |
| 1 | Valur Reykjavik | 2  | 2  | 0  | 0  | 8  | 3  | +5 | 4   |
| 2 | KR Reykjavik    | 2  | 1  | 0  | 1  | 3  | 4  | -1 | 2   |
| 3 | Fram Reykjavik  | 2  | 0  | 0  | 2  | 3  | 7  | -4 | 0   |